# Orden de Queronea

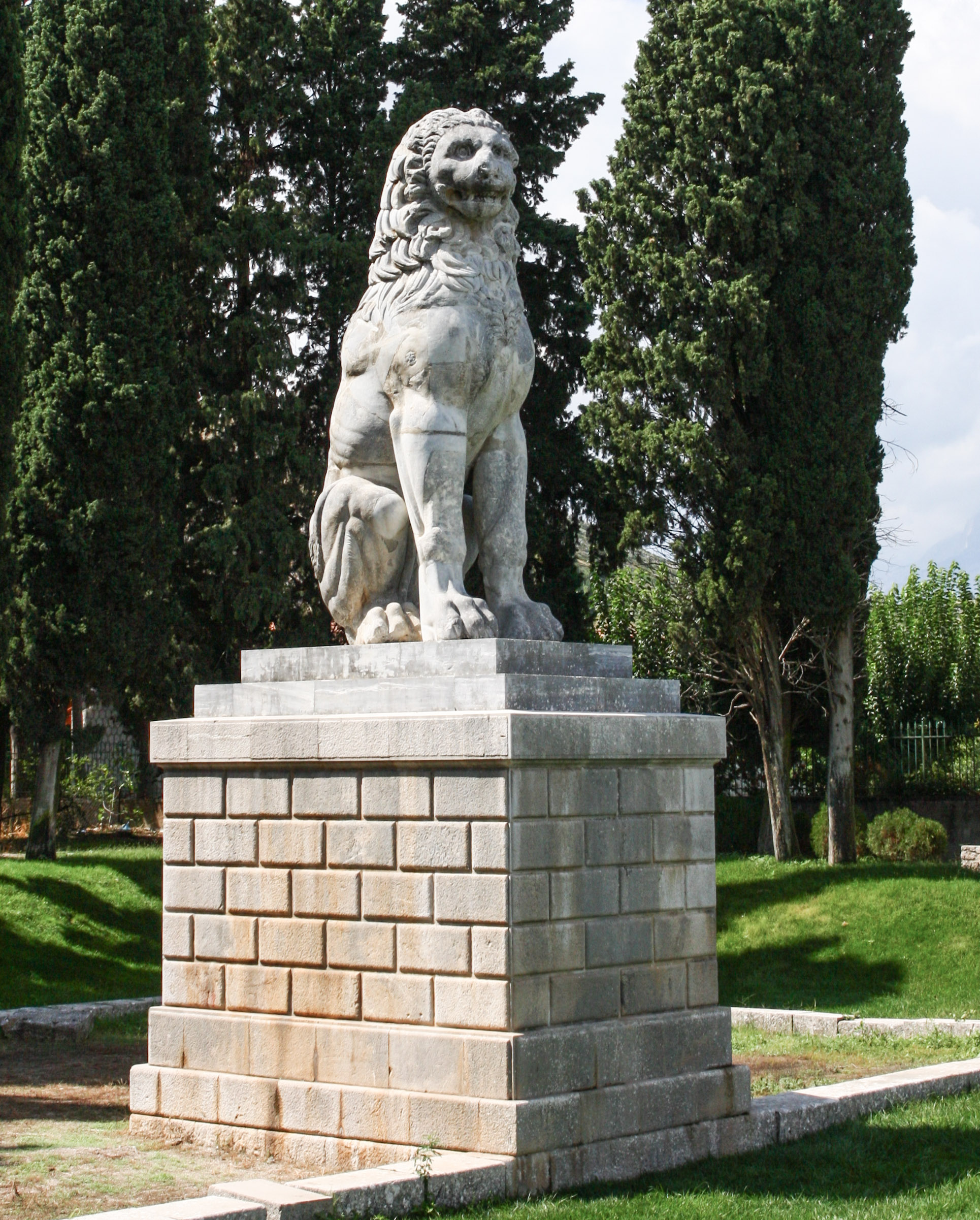
León de Queronea

La Orden de Queronea (en inglés Order of Chaeronea) fue una sociedad secreta para el cultivo del ethos homosexual, fundada en el Reino Unido por George Cecil Ives en 1897, como resultado de darse cuenta de que la «Causa» (el fin de la opresión de los homosexuales) no sería aceptado abiertamente por la sociedad y que por lo tanto deberían utilizar un medio de comunicación secreto. La sociedad obtuvo su nombre del lugar de la batalla de Queronea, donde el Batallón Sagrado de Tebas fue finalmente aniquilado en el 338 a. C.

## Carácter de la organización
Ives y otros miembros fechaban sus cartas y otros materiales basados en esta fecha, de forma que 1899 se escribía como C2237. Un elaborado sistema de rituales, ceremonias, iniciaciones, sellos, códigos y claves eran usadas por los miembros. La sociedad secreta se convirtió en una sociedad mundial e Ives aprovechó cualquier oportunidad para hablar sobre la «Causa».
La orden, de acuerdo con los diarios y notas de Ives, tenía un propósito específico, reglas y filosofía definidas, y su particular simbolismo: el signo «AMRRHAO» y el «sello de la doble corona». Los prerrequisitos para ser miembro eran «entusiasmo, aprendizaje y disciplina». El principio de secretismo era transmitido por la metáfora «La cadena», subrayando que no se debía revelar jamás ninguna información sobre la orden y sus miembros.
En palabras de Ives:

We believe in the glory of passion. We believe in the inspiration of emotion. We believe in the holiness of love. Now some in the world without have been asking as to our faith, and mostly we find that we have no answer for them. Scoffers there be, to whom we need not reply, and foolish ones to whom our words would convey no meaning. For what are words? Symbols of kindred comprehended conceptions, and like makes appeal to like.
Creemos en la gloria de la pasión. Creemos en la inspiración de la emoción. Creemos en la santidad del amor. Ahora algunos en el mundo exterior nos han preguntado por nuestra fe y la mayoría de nosotros no encontramos con que no tenemos una respuesta para ellos. Hay quienes se burlan, a los que no hay que responder, y locos para quienes nuestras palabras no significan nada. ¿Para qué son las palabras? Símbolos de concepciones afines comprendidas y los similares atraen a los similares.
Ives

La orden puede considerarse el primer grupo LGBT formado en el Reino Unido y presagió gran parte del movimiento político LGBT del siglo XX.
Los miembros incluían a Charles Kains Jackson, Samuel Elsworth Cottam, Montague Summers, Laurence Housman, John Gambril Nicholson y Oscar Wilde. Se cree que Charles Robert Ashbee era miembro. En sus muchos escritos, Ives se refiere a Walt Whitman como «El Profeta» y empleó versos de la poesía de Whitman en los rituales y ceremonias de la Orden.